# Cheltenham
Cheltenham sau Cheltenham Spa este un oraș, o stațiune balneoclimaterică și un district ne-metropolitan situat în comitatul Gloucestershire, regiunea South West, Anglia. Districtul are o populație de 111.500 locuitori, dintre care 110.013 locuiesc în orașul propriu zis Cheltenham.